# 倩女幽魂 (遊戲)
《倩女幽魂》是由中国网易公司授權伊凡達公司开发并运营的手遊，于2016年12月2日正式开始公測。《倩女幽魂》以小说《聊斋志异》中聂小倩故事为游戏基本背景。
續作《倩女幽魂2》預定推出。